# Deadline Hollywood
Deadline.com (также известный как Deadline Hollywood) — американский веб-сайт, принадлежащий PMC, основанный Никки Финке и представляющий собой новостной интернет-журнал о телевидении и кино. Сайт ежедневно публикует эксклюзивные развлекательные новости.
Сайт был запущен в начале 2006 года под названием Deadline Hollywood Daily бывшим автором LA Weekly Никки Финке. В 2009 году она продала сайт PMC как сообщалось в СМИ за семизначную сумму, однако в рамках соглашения осталась на посту главного редактора и автора. После смены хозяина название было изменено на Deadline.com и в рамках расширения были добавлены новости не только Голливуда, но и Нью-Йорка и Лондона. Вскоре в штат сотрудников было добавлено несколько новых авторов, в том числе и Нелли Андреева из The Hollywood Reporter, которая пришла в журнал в марте 2010 года и встала у руля телевизионных новостей. Андреева в марте 2015 года оказалась под шквалом критики со стороны аудитории и знаменитостей уровня Шонды Раймс после написания расистской статьи про пилотный сезон телесериала «Трудности ассимиляции», в котором по её мнению было слишком много не белых актёров.